# MKS Muszyna
Maillots
Le MKS Muszyna est un club féminin de volley-ball polonais, fondé en 1982 et basé à Muszyna qui évolue pour la saison 2017-2018 en Liga Siatkówki Kobiet.

## Historique
- Poprad Muszyna (1982–1985)
- MKS Kurier Muszyna (1985–2000)
- MKS Muszynianka Muszyna (2000–2005)
- MKS Muszynianka-Fakro Muszyna (2005–2009)
- Bank BPS Muszynianka Fakro Muszyna (2009–2013)
- Polski Cukier Muszynianka Fakro Bank BPS (2013–2014)
- Polski Cukier Muszynianka (2014-...)

## Palmarès
- Championnat de Pologne[2]
  - Vainqueur : 2006, 2008, 2009, 2011.
  - Finaliste : 2010, 2012.
- Coupe de Pologne[2]
  - Vainqueur : 2011.
  - Finaliste : 2009, 2010, 2014[3]
- Supercoupe de Pologne[2]
  - Vainqueur : 2009, 2011.
  - Finaliste : 2006, 2008, 2014[4]
- Coupe de la CEV[2]
  - Vainqueur :2013.

## Effectifs

### Saison 2017-2018
| No                                          | Nom                                         | Date de naissance                           | Taille                         | Poids                          | Poste                          |
| ------------------------------------------- | ------------------------------------------- | ------------------------------------------- | ------------------------------ | ------------------------------ | ------------------------------ |
| 1                                           | Roksana Brzóska                             | 2 septembre 1993                            | 180                            | 75                             | Réceptionneuse-attaquante      |
| 2                                           | Małgorzata Śmieszek                         | 11 juillet 1996                             | 188                            | 75                             | Centrale                       |
| 5                                           | Maja Savić                                  | 14 août 1993                                | 189                            | 73                             | Centrale                       |
| 6                                           | Aleksandra Wójcik                           | 3 janvier 1994                              | 184                            | 76                             | Réceptionneuse-attaquante      |
| 7                                           | Karolina Portalska                          | 6 janvier 1999                              | 175                            | 70                             | Libero                         |
| 9                                           | Patrycja Flakus                             | 14 mars 1994                                | 187                            | 78                             | Attaquante                     |
| 10                                          | Danica Radenković                           | 9 octobre 1992                              | 184                            | 70                             | Passeuse                       |
| 11                                          | Małgorzata Lis                              | 14 avril 1981                               | 185                            | 70                             | Centrale                       |
| 12                                          | Monika Bociek                               | 6 avril 1996                                | 185                            | 70                             | Attaquante                     |
| 13                                          | Paulina Bałdyga                             | 24 juillet 1996                             | 174                            | 66                             | Passeuse                       |
| 14                                          | Dorota Medyńska                             | 25 avril 1993                               | 173                            | 63                             | Libero                         |
| 17                                          | Mariya Karakasheva                          | 27 octobre 1988                             | 182                            | 65                             | Réceptionneuse-attaquante      |
|                                             |                                             |                                             |                                |                                |                                |
| Encadrement technique                       | Encadrement technique                       |                                             | Légende                        | Légende                        | Légende                        |
| Entraîneur : Bogdan Serwiński               | Entraîneur : Bogdan Serwiński               | Entraîneur : Bogdan Serwiński               | : Capitaine                    | : Capitaine                    | : Capitaine                    |
| Entraîneur(s) adjoint(s) : Marcin Wojtowicz | Entraîneur(s) adjoint(s) : Marcin Wojtowicz | Entraîneur(s) adjoint(s) : Marcin Wojtowicz | : Joueuse blessée actuellement | : Joueuse blessée actuellement | : Joueuse blessée actuellement |
| Manager général : Artur Ziółko              |                                             |                                             |                                |                                |                                |